# 保田層群
保田層群（ほたそうぐん）は、千葉県房総半島南部に分布する海成層である。

## 概要
第三紀中新世の海成層で、嶺岡層群をかこむように房総半島南部に東西方向に分布し、下位の嶺岡層群とは断層で接し、上位の三浦層群とは不整合。一般に急傾斜し、褶曲や断層により複雑な構造を示す。
下位から、増間層、青木山層、富山層、江月層に区分、増間層は泥岩を主とし、凝灰岩・砂岩を煩雑に挟む。青木山層は泥岩から成り、富山層は砂岩と泥岩の互層で西部では礫岩を挟む。江月層は泥岩が主である。